# Aneides flavipunctatus
Aneides flavipunctatus, zuweilen auch als Schwarzer Baumsalamander bezeichnet, ist ein in Nordamerika vorkommender Schwanzlurch aus der Familie der Lungenlosen Salamander (Plethodontidae). Der Artname leitet sich von den lateinischen Worten flavus und punctum mit den Bedeutungen „gelb“ und „Punkt“ ab und bezieht sich auf die zuweilen gelblich punktierte Färbung der erwachsenen Individuen.

## Merkmale
Aneides flavipunctatus erreicht eine Kopf-Rumpf-Länge (SVL) von 5,1 bis 9,5 und eine Gesamtlänge von 14,0 Zentimetern. Der Rumpf wird durch 14 bis 16 Rippenfurchen segmentiert. Die Farbe der Oberseite variiert von einfarbig glänzend tiefschwarz bis zu schwarzgrau. Regional treten Exemplare auf, die mit weißen oder gelblichen Flecken oder Punkten gesprenkelt sind. Die Intensität und die Größe der hellen Punkte sind sehr veränderlich. Der Schwanz hat einen runden Querschnitt. Die Bauchfläche ist zeichnungslos dunkelgrau gefärbt. Jungtiere haben eine dunkle olivgrüne Farbe.

## Ähnliche Arten
Die ähnlichen Arten Aneides vagrans und Aneides ferreus unterscheiden sich  in erster Linie durch die Zehen, die eckige Spitzen haben, während bei Aneides flavipunctatus die Zehenspitzen rund sind.

## Verbreitung und Lebensraum
Das Verbreitungsgebiet von Aneides flavipunctatus erstreckt sich in einem breiten Streifen entlang  der Pazifikküste Nordamerikas, vom Südwesten Oregons bis in die Mitte Kaliforniens. Als südlichstes Vorkommen werden die Santa Cruz Mountains angegeben. Die Salamander besiedeln bevorzugt Laub- und Mischwälder sowie Küstenwiesen. Im Allgemeinen leben sie in Höhen von unter 600 Metern, wurden jedoch selbst in Höhen von bis zu 1700 Metern nachgewiesen.

## Lebensweise
Aneides flavipunctatus-Baumsalamander halten sich gerne unter umgestürzten Baumstämmen oder Felsen in der Nähe von Bächen auf. Sie benötigen stets eine feuchte Umgebung, da ihnen Lungen fehlen und sie durch die feuchte Haut atmen. Sie sind das gesamte Jahr über aktiv, lediglich bei extremen Trockenperioden verlassen sie ihre unterirdischen Verstecke nicht. Zur Nahrungssuche klettern sie zuweilen auf Pflanzen, wobei ihre langen Zehen und der gerundete Greifschwanz hilfreich sind. Die Weibchen legen im Juli und August ca. acht bis 25 Eier in feuchten unterirdischen Hohlräumen ab und bewachen sie, bis die Jungtiere schlüpfen. Ein aquatischer Lebensabschnitt findet nicht statt.

## Nahrung und Feinde

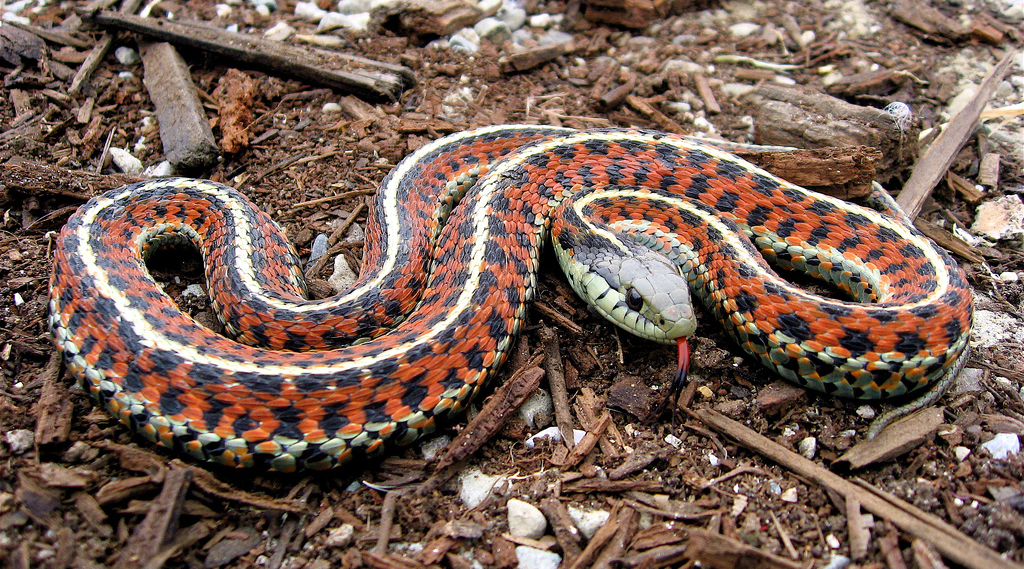
Berg-Strumpfbandnatter, ein Fressfeind

Die Nahrung von Aneides flavipunctatus besteht aus kleinen Wirbellosen (Evertebrata), dazu zählen Ameisen, Termiten und Tausendfüßer.
Hauptfressfeinde sind Schlangen, beispielsweise die Berg-Strumpfbandnatter (Thamnophis elegans). Wenn Aneides flavipunctatus-Individuen Feinde wahrnehmen, bleiben Jungtiere normalerweise regungslos, während Erwachsene entweder fliehen oder versuchen, durch Springen oder Beißen sowie dem Freisetzen eines schädlichen Hautsekrets, den Gegner abzuschütteln.

## Gefährdung
Die Art wird von der Weltnaturschutzorganisation IUCN als „Near Threathened = potentiell gefährdet“ klassifiziert. Sie ist gebietsweise selten geworden, was zum großen Teil auf die Erweiterung von Weinanbaugebieten in Nordkalifornien zurückzuführen ist, wodurch ein Großteil des Hauptlebensraums zerstört wurde.